# Marktkommune Perg

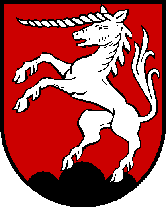
Stadtwappen

Die Marktkommune Perg war eine Einrichtung des Marktes Perg, welche das Gemeinschaftseigentum der Bürger des Marktes als Sondervermögen unter Aufsicht der Marktgemeinde verwaltete und bis 1938 bestand.
Die Gründung des Marktes Perg ist urkundlich 1269 erwähnt, dürfte aber bereits Ende des 12. oder Anfang des 13. Jahrhunderts durch die Babenberger erfolgt sein. Der Markt Perg beziehungsweise die Katastralgemeinde Perg gliederte sich in Markt, Ober- und Untervormarkt, wenige Häuser in Karlingberg, sowie die kaum besiedelte Kickenau.
700 Jahre später, 1969, erfolgte die Erhebung des Marktgemeinde zur Stadt Perg. Einige Jahrzehnte vorher, am 1. November 1938, waren die bisher selbstständigen Katastral- und Ortsgemeinden Pergkirchen und Weinzierl in die Marktgemeinde Perg eingemeindet worden. Mit deren Entwicklung befassen sich die Hauptartikel Pergkirchen und Weinzierl.
Während sich der Hauptartikel Perg mit der Stadtgemeinde Perg einschließlich der wesentlichen historischen Aspekte des heutigen Gemeindegebietes befasst, steht nachfolgend im Wesentlichen der Markt Perg auf dem Gebiet der Katastralgemeinde Perg im Mittelpunkt.
Das bis zur Schaffung der selbstständigen Marktgemeinde Perg im Jahr 1848 im Markt Perg vorhandene Gemeinschaftseigentum der Bürger des Marktes Perg an Liegenschaften und die damit verbundenen Nutzungs- und sonstigen Rechte beziehungsweise Pflichten wurden in der Gemeindeordnung vom Jahre 1864 als Sondervermögen behandelt, das von einer Gemeinschaft unter Aufsicht der Marktgemeinde verwaltet werden musste. Diese Gemeinschaft erhielt die Bezeichnung Kommune und bestand in Perg zunächst bis zu ihrer erzwungenen Selbstauflösung im Jahre 1938. Juristisch handelte es sich um eine öffentlich-rechtliche Körperschaft.
Die Wiedererrichtung der Marktkommune Perg nach 1945 scheiterte am Einspruch der oberösterreichischen Landesregierung. Schließlich bildete sich die bürgerliche Agrargemeinschaft Marktkommune Perg, die mit der Marktgemeinde Perg 1958 bei der Rückstellungskommission des Landesgerichtes Linz einen Vergleich abschloss und vor ihrer Auflösung die ihr verbliebenen Grundstücke auf die Eigentümer der Markthäuser aufteilte. 25,8 Hektar forstwirtschaftliche Flächen werden weiterhin gemeinschaftlich von der Agrargemeinschaft Perg bewirtschaftet.

## Geografie
Der Markt beziehungsweise die Katastralgemeinde Perg umfasst eine Fläche von 7,61 km² und grenzt im Norden an die Gemeinde Lebing, im Osten an die Gemeinden Altenburg und Pergkirchen, im Süden an die Gemeinde Naarn und im Westen an die Gemeinde Weinzierl.
Mit 1. November 1938 wurde die Gemeinde Lebing in die Gemeinde Allerheiligen eingemeindet, die Gemeinde Altenburg in die Dorfgemeinde Windhaag und die Gemeinden Pergkirchen und Weinzierl in die Marktgemeinde Perg. Die bisher selbstständigen Ortsgemeinden blieben als Katastralgemeinden erhalten.
Das Gebiet des Marktes Perg zerfiel zur Zeit der Erstellung der Josephinischen Lagerbücher in 17 Fluren im weiteren Sinn, jeweils mit zahlreichen Grundparzellen, den Fluren im engeren Sinn:
Ortsplatz, Hinterbach, Schern, Henerbichl, Eysa, Krautgärten, Oberpoint, Oberfeld, Mitterfeld, Mitterpoint, Unterpoint, Kleinfeld, Unterfeld, Pergerau, Bauernwiesen, Hauswiesen, Burgrechtwiesen in der Kickenau, Kronawitt.
Zum Zeitpunkt der Volkszählung per 1. Jänner 2001 hatte die Katastralgemeinde Perg 4.979 Einwohner, zehn Jahre später 5.411.

## Geschichte vor 1848

### Das Marktrecht und die kleine Gerichtsbarkeit

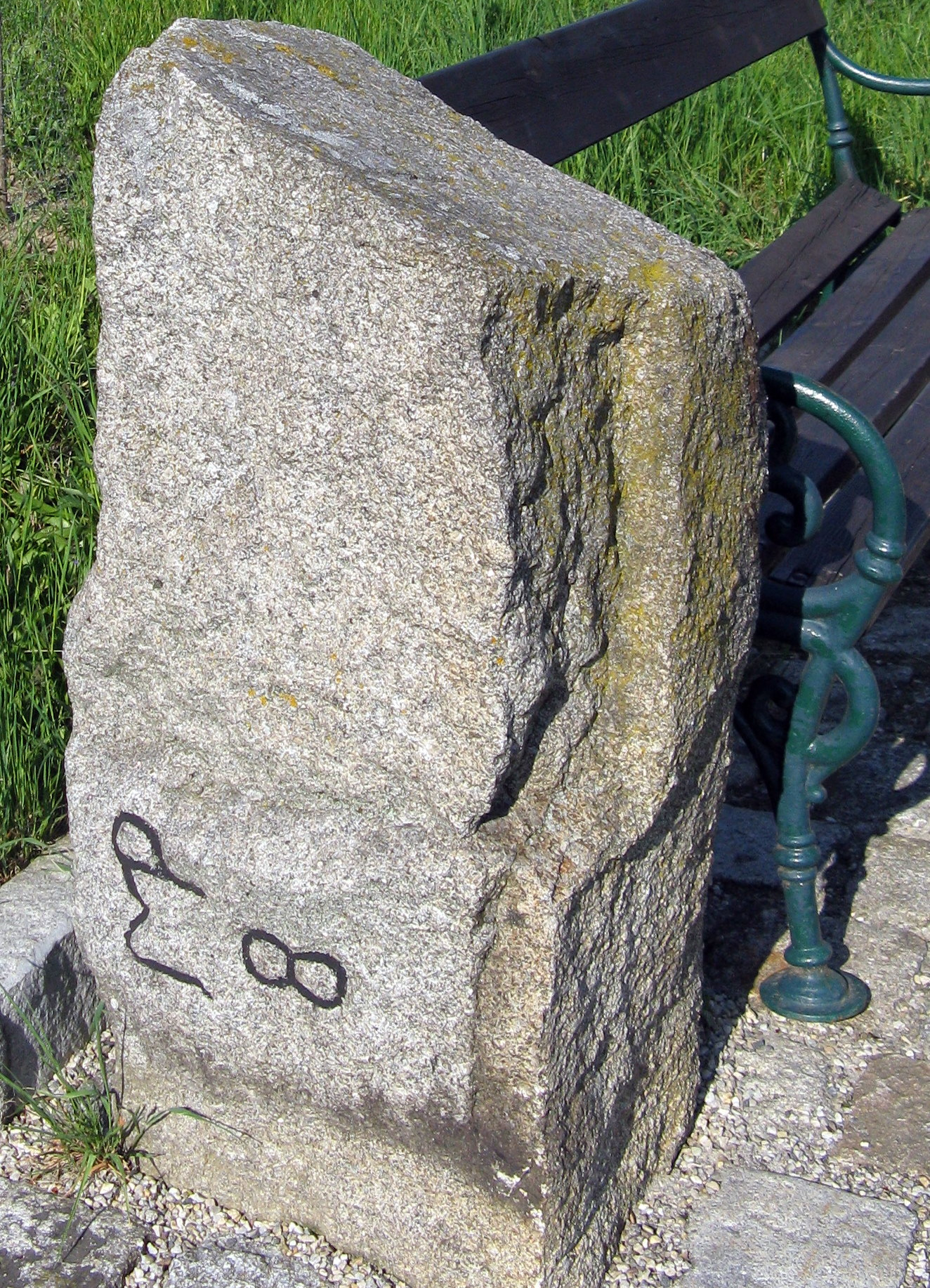
Burgfriedstein unterhalb des Anwesens Scherer

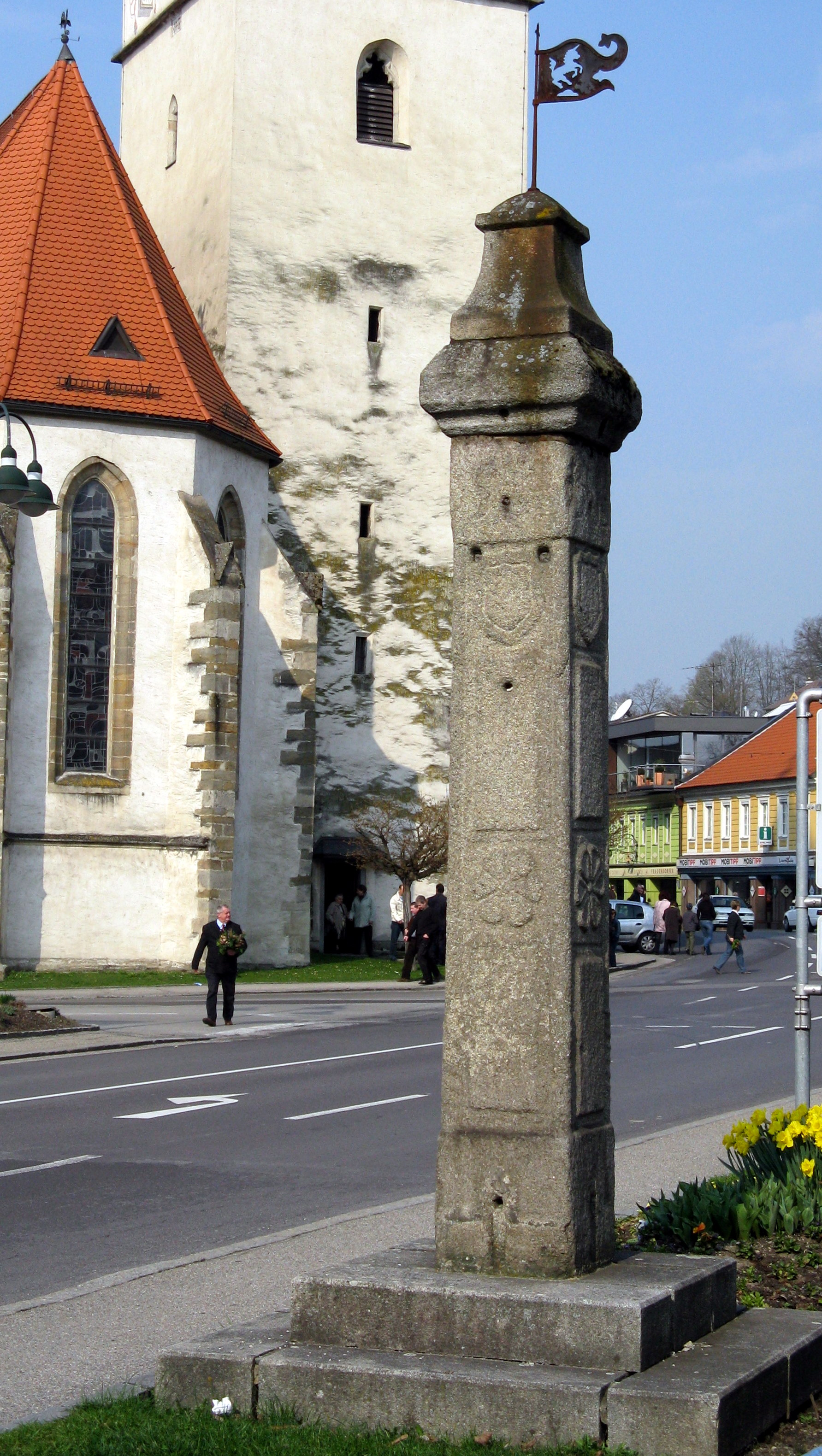
Pranger auf dem Hauptplatz von Perg aus 1583

Perg weist einen Rechtecksplatz als Charakteristikum der Stadt- und Marktgründungen in der späten Babenbergerzeit (976 bis 1246) auf. 1269 erhielten die Perger Marktrechte verliehen und 1280 wurde bereits ein judicium (Marktgericht) für Perg beurkundet.
Märkte konnten in größeren und geschlossenen Siedlungen abgehalten werden und mussten auf Grund der mittelalterlichen staats- und verfassungsrechtlichen Vorstellung vom geistlichen oder weltlichen Landesherrn bewilligt werden. Da, wenn viele Menschen zusammenkamen, für Ordnung und Aufsicht gesorgt werden musste, verlieh der landesfürstlichen Marktbann dem privilegierten Ort für die Dauer des Marktes und der Tage zuvor und danach eine Art Sondergerichtsbarkeit (landesfürstliche Freyung). Es ist nicht eindeutig belegt, es wird jedoch vermutet, dass Perg ein solches Marktrecht bereits zwischen 1191 und 1218 erhalten hat.
Der Marktrichter stand dem Rat des Marktes vor. Seine Funktion entsprach jener der späteren Bürgermeister. Die Namen der Marktrichter des Perger Marktgerichtes sind für den Zeitraum 1566 bis 1848 bekannt.
Der Wirkungskreis der Gewalt des Marktrichters von Perg war äußerlich markiert und abgegrenzt durch die Burgfriedsteine, von denen es in Perg 18, davon vier Hauptburgfriedsteine, gab. Einer der Hauptburgfriedsteine war nördlich beim Scherer, einer bei Zeitling, westlich, einer in der sogenannten Sauhalt, südlich, und einer östlich unterhalb des Brauhauses Seyr an der Hauderer Bezirksstraße. Leichte Vergehen fahrender Gesellen, durchziehender Personen und Ortsbewohner wurden innerhalb dieser Gemarkungen von dem Marktrichter von Perg nach den Strafen der damaligen Zeit bestimmt.
Der Perger Pranger (Schandpfahl) aus dem Jahr 1583, war das äußere Zeichen der Gerichtsbarkeit und diente als Strafwerkzeug. Es handelt sich um eine Granitsäule, an der Bestrafte gefesselt und öffentlich vorgeführt wurden. Zunächst Folter-Werkzeug und Stätte der Prügelstrafe, erlangten die Pranger ab dem 13. Jahrhundert weite Verbreitung zur Vollstreckung von Ehrenstrafen. Es ist anzunehmen, dass es bereits zur Zeit der Verleihung des Marktrechts 1269 einen Pranger (wahrscheinlich aus Holz) in Perg gab.
Ungeachtet der eigenen, niederen Gerichtsbarkeit, unterstand der Markt Perg zunächst (etwa ab 1230) dem Landgericht Machland auf der Burg Mitterberg, ab 1485 dem Landgericht Greinburg und ab 1591 dem Landgericht Schwertberg. Abweichend dazu wurde Perg 1823 weiterhin dem Landgericht Greinburg zugezählt.
Am 31. Juli 1524 verkaufte Graf Julius Hardegg (Herrschaft Greinburg, damals Heinrichsburg genannt) den Bürgern von Perg unter anderem den Michaelimarkt von Au an der Donau, die Bruggmühle (im 20. Jahrhundert Leitner-Mühle beziehungsweise Dirneder-Mühle) und die Badstube. Erzherzog Ferdinand bestätigte diesen Kauf am 31. August 1524. Ob die aus der Chronik der Mühle ersichtlichen Personen zunächst nur die Betreiber der Mühle waren und wann der Übergang in den persönlichen Besitz erfolgte, ist nicht bekannt.
Im Markt Perg waren bis ins 20. Jahrhundert Märkte an folgenden Tagen üblich:
Am Aschermittwoch, zu Mittfasten (Mittwoch, Mitte der Fastenzeit), am Dienstag nach Pfingsten, am Jakobitag (seit 1489, 25. Juli, Tag des Kirchenpatrons), am Bartholomäustag (24. August), am Michaelitag (ursprünglich in Au an der Donau, käuflich erworben vom Grafen Julius Hardegg im Jahr 1524, 29. September, dauerte 14 Tage vor und nach Michaeli) und am Kathrinitag (25. November). Der Wochenmarkt wurde ab 1583 jeden Mittwoch als Getreidemarkt abgehalten.
Mit der Einführung der Landgerichte 1810 stellte das Marktgericht seine Tätigkeit ein. Bis 1848 hatte der Markt nebst dem Bürgermeister (=Marktrichter) auch einen Syndikus.
Am Sitz der seit 4. Dezember 1816 dem Grafen Josef von Thürheim gehörenden Herrschaft Schwertberg ist auch der Amtssitz des Distrikt-Kommissariats. Zum Distrikt gehörte unter anderem die Pfarre Perg (Patronatschaft Herrschaft Haus) sowie die Steuergemeinden Perg und Weinzierl. Der Markt Perg war zu dieser Zeit zur Herrschaft Freystadt zu Haus untertänig.

### Die Marktbürger und ihre Zünfte

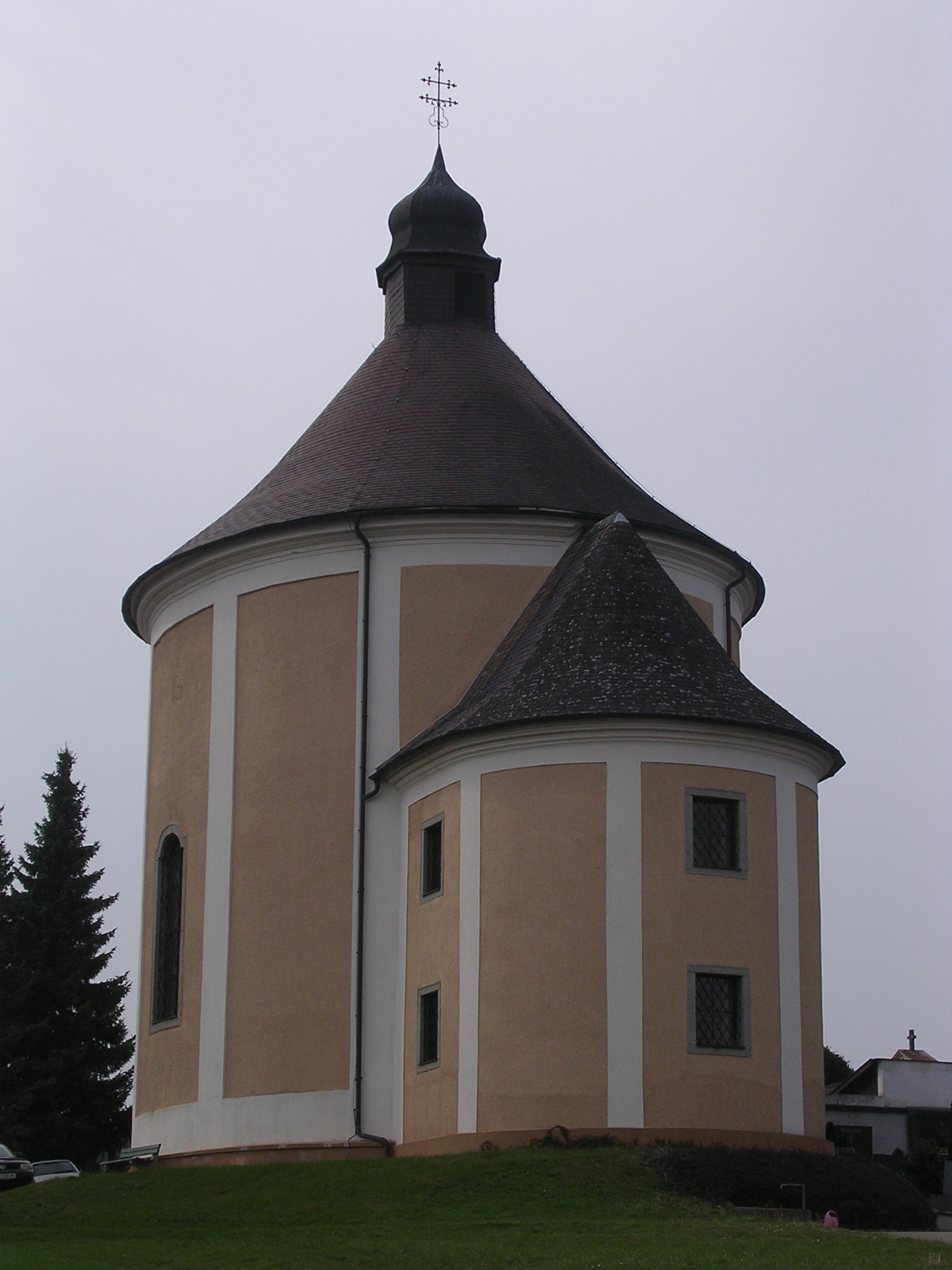
Kalvarienbergkirche (18. Jahrhundert)

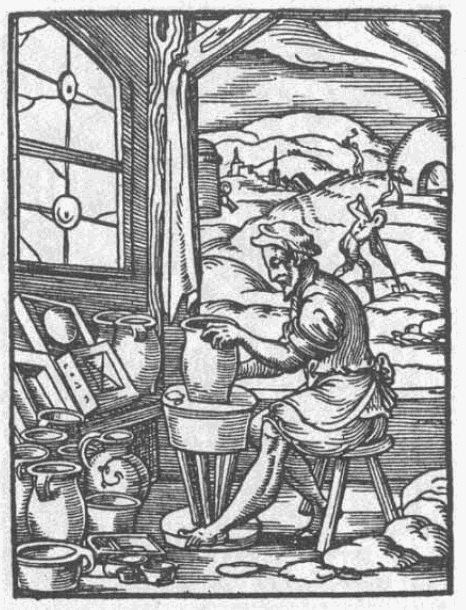
Der Hafner (Holzschnitt von Amman)

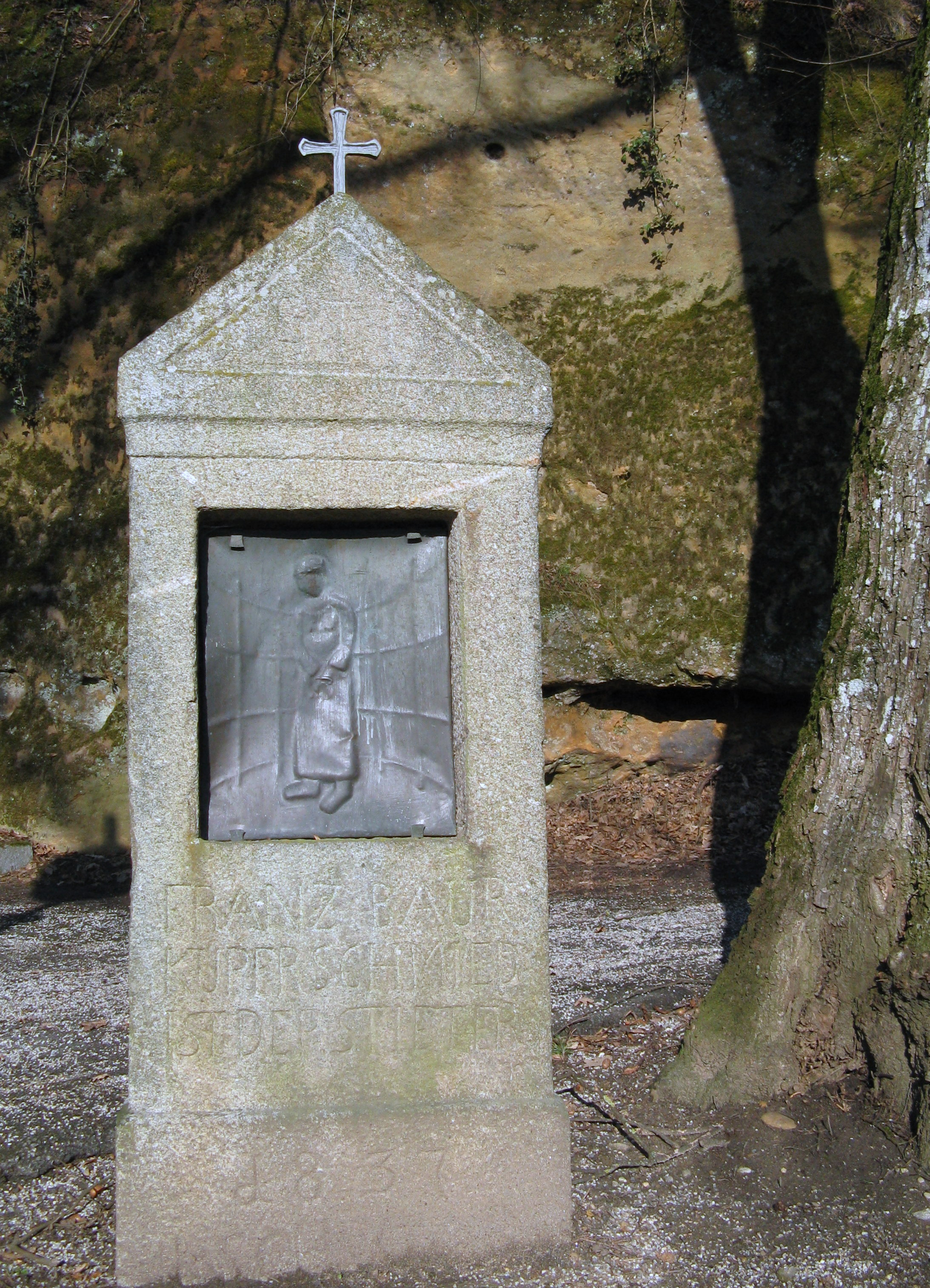
Kreuzwegstation aus dem Jahr 1837

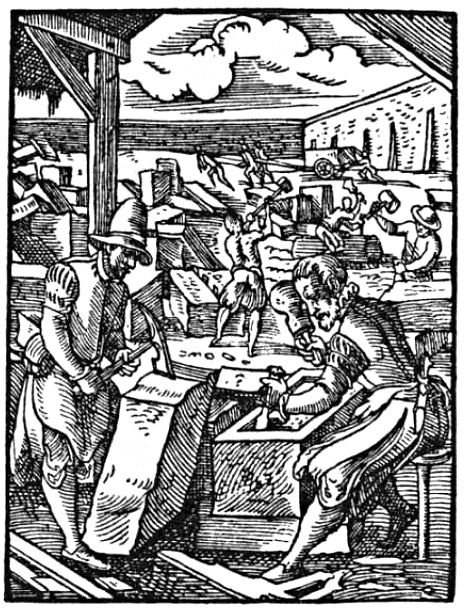
Der Steinmetz – (Holzschnitt von Amman)

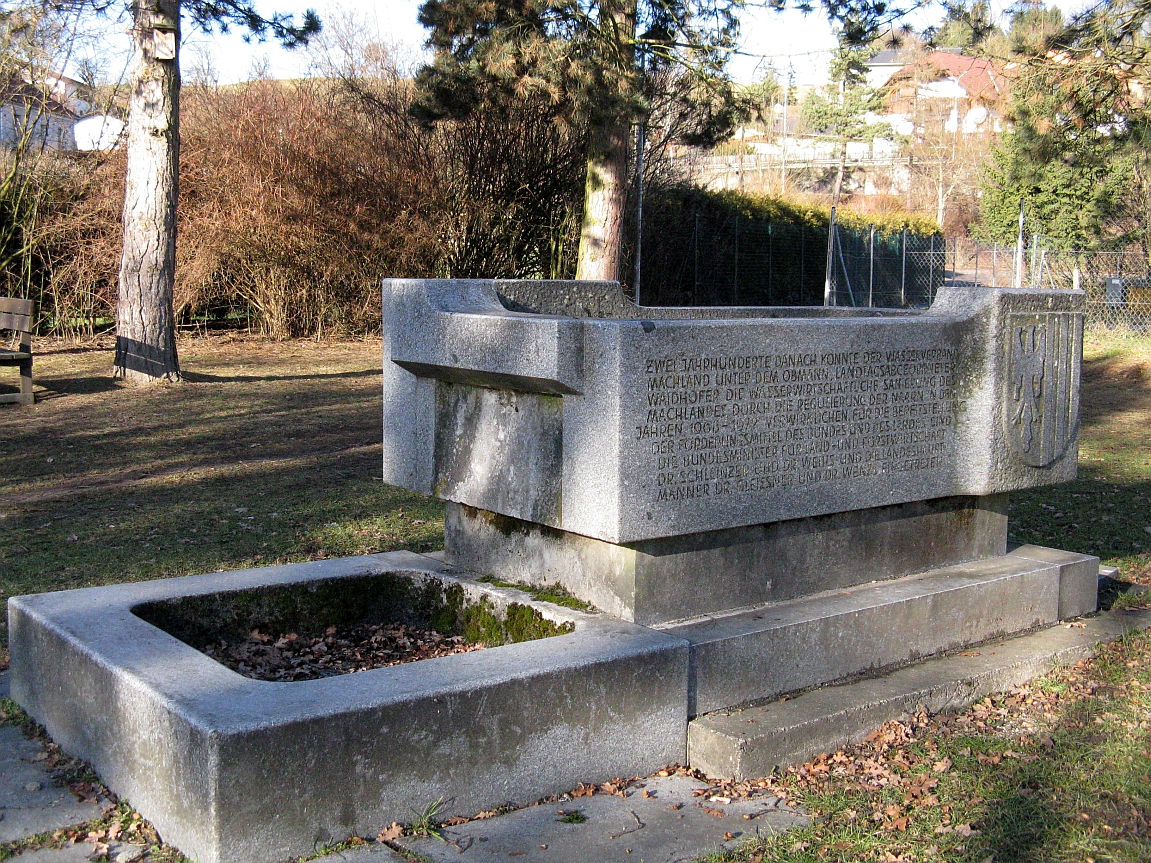
Granitbrunnen von Radler-Wöß (Naarnregulierungen)

Vom Mittelalter bis 1848 galten nur die Bürger eines Marktes oder einer Stadt als berechtigt für die Wahl in den Rat des Marktes (der Gemeindeverwaltung im heutigen Sinne). Als Bürger galten Personen, die einen Hausbesitz in der Stadt oder im Markt hatten und sich durch eine bürgerliche Hantierung, das heißt, von einer selbstständigen Tätigkeit als Handwerker, Händler, Gastwirt, Ackerbürger oder sonstiger Gewerbetreibender ernährte.
Im Markt Perg bestanden sieben Zünfte, von denen die der Mühlsteinbrecher mit 30 bis 40 Bürgern die bedeutendste war. Während zunächst Mühlsteine nur in Auftragsarbeit erzeugt wurden, entstand später die Perger Mühlsteinindustrie, deren Produkte in der gesamten Donaumonarchie verwendet wurden. Die Mühlsteinbrecher hatten ihre Häuser meist im Obervormarkt von Perg.
Von Bedeutung war auch die Zunft der Hafner. Die Perger Hafnerkunst war durch die Anwendung der Malhorntechnik charakterisiert, wobei sogenannte Zwiebel-, Doppeladler- und Gründonnerstagschüsseln sowie Weiß- und Schwarz-Keramik für den Alltagsgebrauch erzeugt wurden. Die Hafner hatten ihre Häuser und Werkstätten meist im Untervormarkt von Perg.
Die 1727 auf der Anhöhe nördlich des Marktes Perg aufgestellte lebensgroße geschnitzte Kreuzigungsgruppe war den Unbilden der Witterung ausgesetzt, sodass sich 1734 der Rat des Marktes Perg zur Erbauung einer Kapelle, der Perger Kalvarienbergkirche entschloss und deren Erhaltung durch die Übernahme einer Bürgerschaft sicherte.
Mehr als einhundert Jahre später stiftete 1837 der Kupferschmied und Perger Bürger, Franz Paur, der Großvater des späteren Perger Bürgermeisters Johann Paur, die Kreuzwegstationen aus Granit entlang des Weges zur Perger Kalvarienbergkirche.
Als nach der Naarnregulierung mit der Erbauung des Naarnkanals der sumpfige Moorboden durch Trockenlegung in Wiesengrund verwandelt wurde, wurden etwa um das Jahr 1780 diese Grundstücke in Streifenform an die Kommunehäuser von Perg, je nach der Größe, aufgeteilt (Einteil, Zwieteil, Driteil). Diese Wiesenstreifen konnten nicht verkauft werden. Sie mussten bei den Kommunehäusern bleiben. Die Besitzer hatten nur die Nutznießung.
In Perg gab es weiters Pregartbeete (eingezäunte Plätze) beim Holzschwemmplatz nächst der Brauerei Seyr (heutige Adresse Naarntalstrasse Nr. 2) und Krautgärten gegenüber der Volksschule (Linzerstrasse Nr. 20). Diese Grundstreifen waren verkäuflich.
Hinweise auf den Umfang des gemeinschaftlichen Vermögens der Perger Bürger ergeben sich vor allem aus dem anlässlich der Auflösung im Jahr 1958 mit der Marktgemeinde Perg geschlossenen Vergleich.

## Geschichte nach 1848
Nach Auflösung der Untertansverhältnisse im Jahre 1848 wurden auf Grund des kaiserlichen Patentes vom 17. März 1849 die Ortsgemeinden in den Grenzen der bereits seit 1784 bestehenden Katastralgemeinden gebildet.
Die alten Bürgergemeinden verloren dadurch ihre wirtschaftliche und politische Stellung, erst mit dem Gemeindegesetz vom 5. Mai 1862 und der Gemeindeordnung und Gemeindewahlordnung vom 28. April 1864 konnten sich die Ortsgemeinden konstituieren.
Auf Grund der eben erwähnten Gemeindeordnung aus dem Jahre 1864 bildeten die Besitzer der ältesten Häuser des Marktes Perg eine eigene Kommune (Vereinigung mit Nutzgenuß an Wald und Feld), die später als öffentlich-rechtliche Agrargemeinschaft klassifiziert wurde.

### Bürgerliche Selbstverwaltung
Die Kommune unterstand einer eigenen Verwaltung:
Dem Kommuneausschuss stand der Kommunevorsteher vor. Die Kommunewahlen erfolgten alle drei Jahre (Vorsteher, Ausschuss, Ersatzmänner). Der Stellvertreter des Vorstehers war Marktkämmerer. Die Beschlüsse verlangten Zwei-Drittel-Mehrheit. Zur Wahl war das zurückgelegte 24. Lebensjahr erforderlich. Die gewählten Kommunefunktionäre gelobten dem ältesten Mitglied mit Handschlag gewissenhafte Pflichterfüllung und Verwaltung des Vermögens, sorgten für verarmte Bürger und erhielten das Bürgerspital. Spitalverwalter (Bürgerspital) und Badeverwalter (Warmbad) wurden von der Kommune gewählt.

### Besitzverhältnisse, Stiftungen

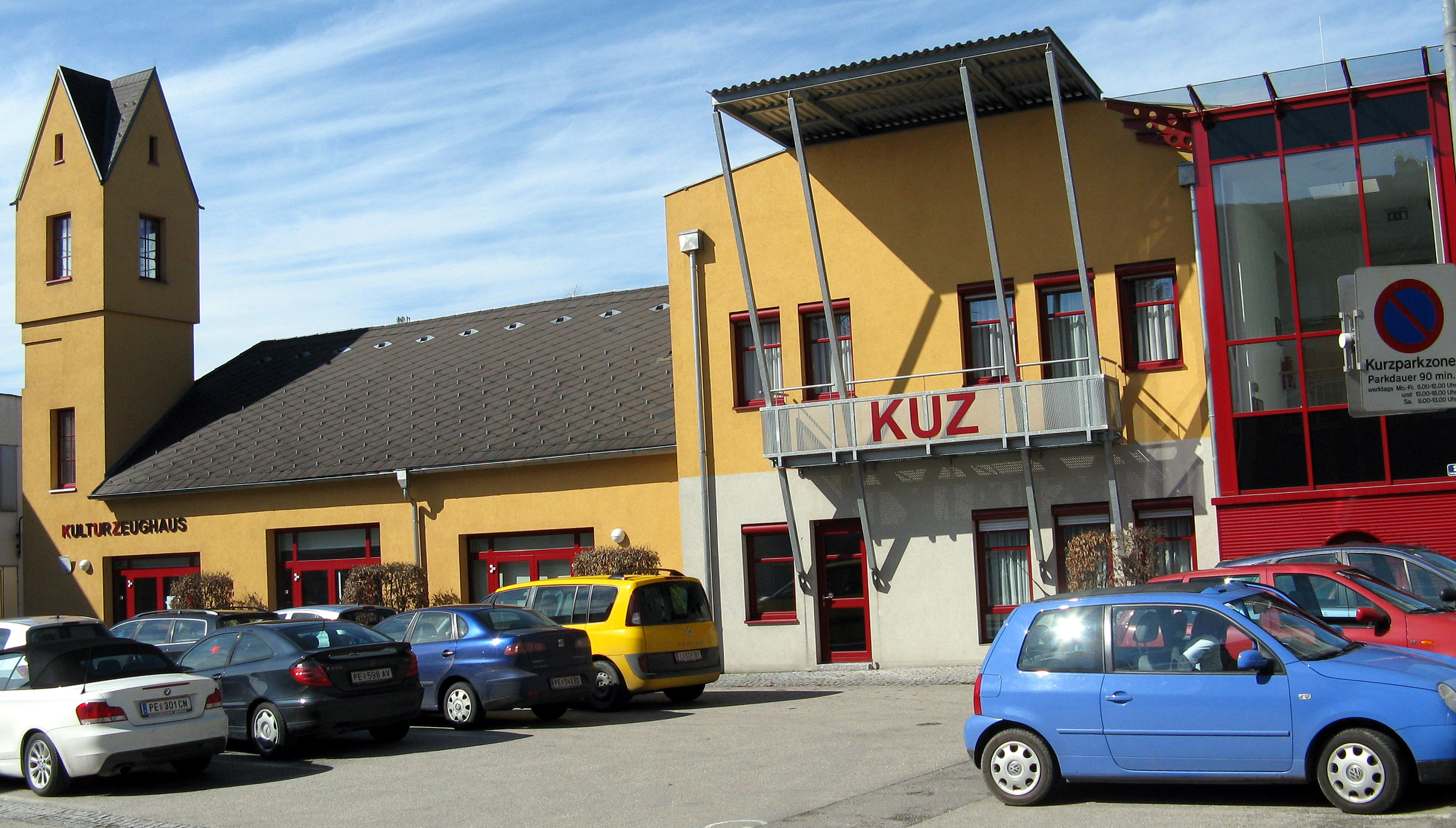
1933 erbaute Feuerlöschrequisitenkammer der Marktkommune, heute Kulturzeughaus der Stadtgemeinde

Die Kommune war Besitzerin des Fischwassers von der Schönbeckmühle bis zur Bauernbrücke an der Naarn, weiters Eigentümerin der Sparkasse Perg (Gründung 1864), von 4 Häusern und der Feuerlöschrequisitenkammer. Der Grundbesitz der Kommune umfasste ungefähr 35 Joch Äcker, 81 Joch Wiesen, 30 Joch Wald, Gärten, Weiden, Bauplätze, insgesamt 158 Joch 1536 Klafter. Weitere Grundstücke von ungefähr 16 Joch wurden dem jeweiligen Pfarrer vom Magistrat des Marktes Perg widerruflich überlassen.
Die Kommune verwaltete die Frühmeß- und die Bürgerspitalstiftung und hatte für verarmte Kommunemitglieder und Bürgerkinder zu sorgen.
Siehe dazu auch Hauptartikel Perger Friedhöfe.

### Bürgerhäuser

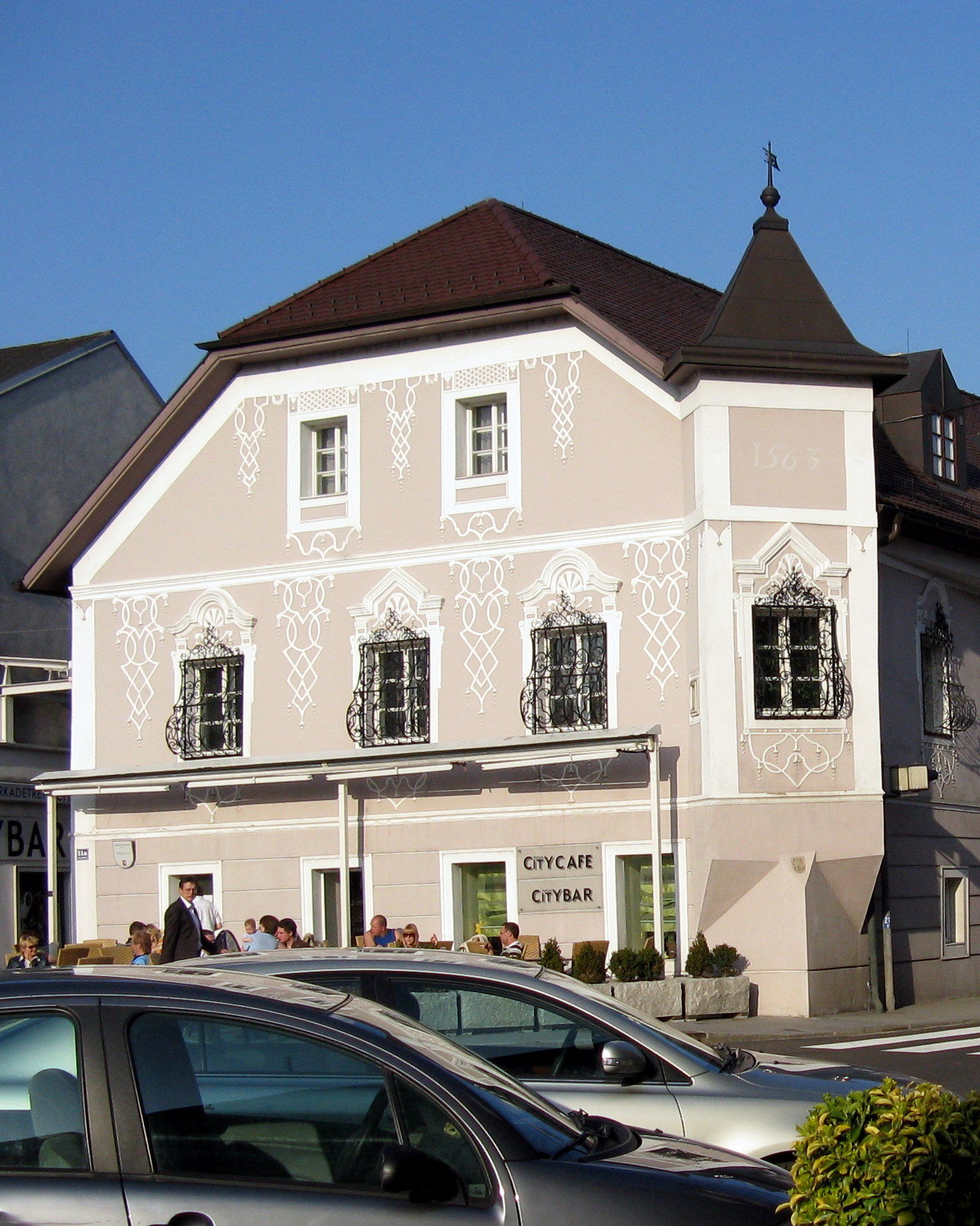
Markt 44, ältestes erhalten gebliebenes Bürgerhaus, das Seifensiederhaus, erbaut 1563

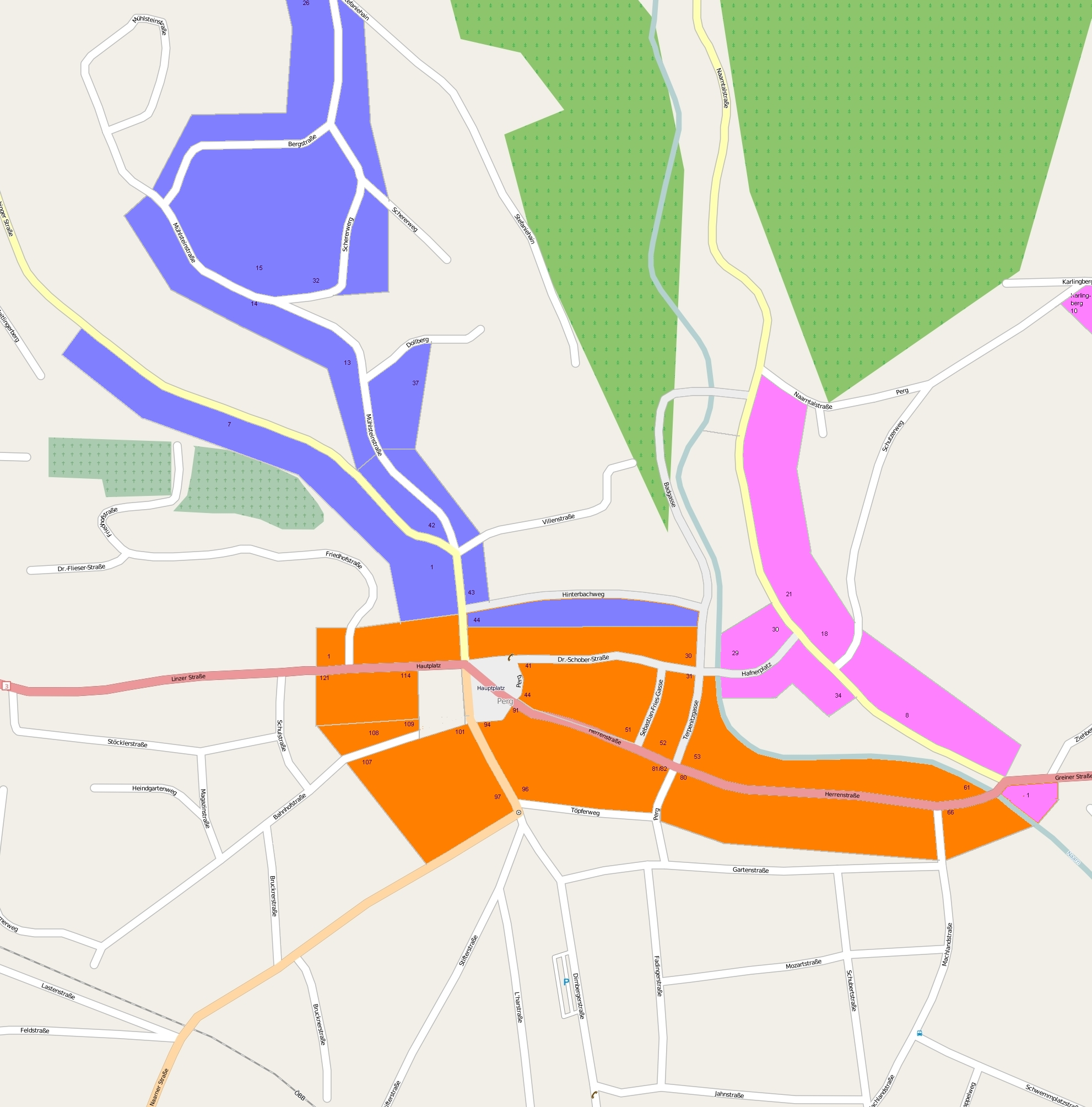
Ungefähre Lage der Kommunehäuser

Zur Kommune Perg gehörten gemäß den Angaben im Perger Heimatbuch von 1933 die Häuser Markt 1 bis 121 mit Ausnahme des Pfarrhofes (Nr. 109), 31 Häuser im Obervormarkt (Nr. 1 bis 7, 13 bis 15, 27 bis 44, 47, 50 und 51), 35 Häuser im Untervormarkt (1 bis 24, 26 bis 36) und 1 Haus in Karlingberg (Nr. 10).

### Sparkasse
Die Gründung der Sparkasse der Marktkommune Perg erfolgte in der Sitzung des Kommunalausschusses vom 3. November 1864, um den minderbemittelten Volksklassen bequeme Gelegenheit zur fruchtbringenden Anlage ihrer Ersparnisse zu bieten sowie dem Realkredite die Erlangung billiger Kapitalien zu erleichtern. Die Eröffnung erfolgte am 18. August 1865 in dem von der Marktkommune im alten Rathaus zur Verfügung gestellten Lokal. Die Marktkommune übernahm die Haftung für die eingelegten Gelder. Der Zinsfuß für Einlagen betrug damals 5 %, für Darlehen 6 %.
Die Sparkasse der Marktkommune Perg war nach ihrer Gründung in die Finanzierung aller wichtigen örtlichen Bauvorhaben involviert (Kinderbewahranstalt, Volks- und Hauptschule, Bezirkshauptmannschaft, Marktbeleuchtung, neues Rathaus nach dem Brand von 1875, Bau des Elektrowerkes usw.). Die Gehsteigverlegung im ganzen Ort, Bau der Naarntalstraße, Warmbad und Schwimmschule wurden mit deren Mithilfe geschaffen und die örtlichen, für das Gemeinwohl tätigen Vereine wurden gefördert.
1935 erhielt die Sparkasse ein eigenes Gebäude am Hauptplatz, zuvor war darin eine Geschäftsstelle der Bank für Oberösterreich und Salzburg (Oberbank).
Nach Auflösung der Marktkommune Perg mit Wirkung 2. Jänner 1939 hat die Gemeinde Perg die Haftung für die Einlagen bei der Sparkasse Perg übernommen.
Die Sparkasse Perg wurde 1991 von der Stadtgemeinde Perg an die Allgemeine Sparkasse Linz um S 65 Mio. verkauft. Das Geld wurde für diverse Investitionsvorhaben der Stadt Perg (unter anderem Freibad, Kindergartenanbau in der Friedhofstraße etc.) verwendet.

### Persönlichkeiten
Kommunevorsteher der Marktkommune Perg (1864 bis zur zwangsweisen Auflösung 1938, Funktionsperiode in Klammer)
- Karl Terpinitz, Unternehmer und Politiker (1863)
- Johann Huemer, Unternehmer (1864)
- Sebastian Fries, Unternehmer (1868 bis 1902)
- Michael Fries (1902 bis 1912)
- Josef Leimer (* 1890), Unternehmer, Lokalpolitiker und Vereinsfunktionär (1926 bis 1935)
- Karl Enserer, Landwirt, Lokalpolitiker und Vereinsfunktionär (1936 bis 1938)

Sprecher der Kommuneberechtigten, später Obmänner der Agrargemeinschaft Perg
- Wilhelm Bahn, Unternehmer (1946 bis 1952)
- Johann Baumann, Unternehmer und Lokalpolitiker (1952 bis 1964)
- Franz Froschauer, Unternehmer (1964 bis 1998)
- Karl Waldhör, Landwirt (1998 bis 2018)
- Alois Hofer, Pensionist (2018 bis dato)

## Vergleich mit der Marktgemeinde Perg
Die Marktkommune Perg hat sich mit Wirkung 1. Jänner 1939 aufgelöst. Sämtliche Rechte und Pflichten sind an die Marktgemeinde Perg übergegangen. Die Abwicklung erfolgte in zwei Schritten, da 1943 weitere Grundstücke, die 1939 außer Acht geblieben waren, der Marktgemeinde Perg zufielen.
1947 haben die Mitglieder der ehemaligen Marktkommune Perg Rückstellungsforderungen bei der Rückstellungskommission gestellt, was zur Folge hatte, dass bei sämtlichen seinerzeit an die Marktgemeinde Perg gefallenen Liegenschaften eine entsprechende Anmerkung im Grundbuch erfolgte. Die Betreibung erfolgte einerseits vor der Rückstellungskommission und andererseits vor der Agrarbehörde und endete letztlich in einem Vergleich.
Die Marktgemeinde Perg übernahm 1958 auf Grund des Vergleiches vor der Rückstellungskommission des Landesgerichtes Linz mit der 1955 gegründeten bürgerlichen Agrargemeinschaft Marktkommune Perg den gesamten Hausbesitz, bestehend aus den Häusern Hauptplatz 4 (Rathaus), Lebinger Straße 2 (zweiklassiges Schulgebäude von 1830 bis 1893), Herrenstraße 20 und 22 (Amtsgebäude), Töpferweg 2 (Eichamt) und Fadingerstraße 2 (Feuerwehrhaus). Sie bekam weiters die dem jeweiligen Pfarrer widerruflich überlassenen Grundstücke im Ausmaß von ungefähr 7 Hektar und weitere Grundstücke im Ausmaß von 11 Hektar. Gleichzeitig gingen alle öffentlich-rechtlichen Verpflichtungen der Marktkommune auf die Marktgemeinde Perg über. Sie verzichtete auf den zu den übernommenen Häusern gehörigen Grundbesitz (sogenannte Hausanteile) und ebenso auf die Anteile an den Hauswiesen.
Die Agrargemeinschaft Marktkommune Perg erhielt Grundstücke im Ausmaß von ungefähr 84 Hektar und verzichtete auf Ersatz für die von der Marktgemeinde Perg seit 1938 verkauften Grundstücke. Bezüglich der dem Pfarrer abgenommenen Grundstücke wurde vereinbart, dass die Marktgemeinde als Ersatz hierfür Pfarrhof und Kirche bis zu einem bestimmten Verbrauchersatz unentgeltlich mit elektrischem Strom versorgt. Die Agrargemeinschaft hat in Folge in einem agrarbehördlich überwachten Regulierungsverfahren 1963 die Grundstücke teilweise an die Eigentümer der Markthäuser verteilt. 26,5 Hektar werden weiterhin gemeinschaftlich verwaltet, wobei sich der Liegenschaftsbestand durch Zu- und Verkäufe verändern kann. Zur Vermeidung von Verwechslungen erfolgte 1958 eine Umbenennung und Neuregistrierung als Agrargemeinschaft Perg. Es wurden neue Statuten ausgearbeitet, die 1966 beschlossen wurden und 1972 noch in einigen Punkten geändert wurden.
Je nach Lage der an die einzelnen Hausbesitzer zugeteilten Grundstücke konnten diese in den folgenden Jahren im Zuge der Einwohner- und Wirtschaftsentwicklung von Perg teilweise als Bau- oder Gewerbegründe gewidmet und an angehende Häuslbauer und Unternehmen veräußert werden.

## Das Archiv der Marktkommune Perg
Das den Zeitraum vom 13. bis zum 20. Jahrhundert nach Christus umfassende Archiv der Marktkommune Perg in Oberösterreich wurde seit dem 17. Jahrhundert im Turm der Pfarrkirche aufbewahrt, wo es jedermann zugänglich war und daher Verluste unvermeidlich waren. 1876 erfolgte auf Initiative des damaligen Kommunalvorstehers, Michael Fries (1839–1912), die Übersiedelung der Archivalien in das damals neu erbaute Rathaus.
1908 wurde das Archiv von Eduard Straßmayr fachmännisch geordnet und das Ergebnis in einer Broschüre veröffentlicht. Nach dem Ersten Weltkrieg durchforschte Florian Eibensteiner (1853–1932) die erhalten gebliebenen Urkunden und Handschriften und studierte das Quellenmaterial verschiedener Bibliotheken und Archive. Das Ergebnis fand im Illustrierten Heimatbuch von Perg, OÖ., 1933, seinen Niederschlag.
Die Verlagerung des Marktarchivs in einen ebenerdigen, feuchten Raum und die Vermischung mit Museumsgegenständen nach dem Zweiten Weltkrieg durch die sowjetische Besatzung wirkten sich nachteilig aus. Erst 1947 wurde das Marktarchiv unter Vorbehalt des Eigentums vom Oberösterreichischen Landesarchiv übernommen und neu aufgestellt. Die Urkunden enthalten neben den Bestätigungen von Marktprivilegien durch die Landesfürsten und dem Marktbuch mit Abschriften aus dem 16. bis 19. Jahrhundert insbesondere die fast geschlossene Reihe der Gerichtsprotokolle von 1603 bis 1800.

## Bevölkerungsentwicklung im Markt Perg
Im Markt Perg standen Mitte des 16. Jahrhunderts (1545) etwa 80 Häuser (sogenannte Urhäuser, Burgrechte). Die Anzahl stieg langsam und betrug Mitte des 17. Jahrhunderts (1644) 136 und Mitte des 18. Jahrhunderts (1750) 161. 1809 wurden 180 Häuser und 1825 196 Häuser gezählt.
Der Markt Perg gliederte sich in Markt, Ober- und Untervormarkt sowie Kickenau (siehe auch Abschnitt Bürgerhäuser). Die Einwohnerentwicklung von 1825 bis 1951 sowie die Entwicklung der Häuseranzahl von 1545 bis 1951 stellen sich wie folgt dar:
| Jahr | Perg Häuser gesamt | Perg EW gesamt | M (Häuser) | M (EW) | OV (Häuser) | OV (EW) | UV (Häuser) | UV (EW) |
| ---- | ------------------ | -------------- | ---------- | ------ | ----------- | ------- | ----------- | ------- |
| 1951 | 368                | 2.467          | 259        | 1.814  | 61          | 304     | 48          | 349     |
| 1933 | 309                | 2.118          | 208        | ?      | 58          | ?       | 43          | ?       |
| 1910 | 260                | 2.000          | ?          | ?      | ?           | ?       | ?           | ?       |
| 1869 | 217                | 1.700          | 129        | 1.110  | 51          | 302     | 37          | 257     |
| 1825 | 196                | 1.169          | 118        | 717    | 44          | 268     | 34          | 184     |
| 1809 | 180                | ?              | ?          | ?      | ?           | ?       | ?           | ?       |
| 1750 | 161                | ?              | ?          | ?      | ?           | ?       | ?           | ?       |
| 1644 | 136                | ?              | ?          | ?      | ?           | ?       | ?           | ?       |
| 1545 | 80                 | ?              | ?          | ?      | ?           | ?       | ?           | ?       |